# Relais 4 × 400 mètres masculin aux Jeux olympiques d'été de 1976
Navigation
Munich 1972 Moscou 1980
L'épreuve du relais 4 × 400 mètres masculin aux Jeux olympiques de 1976 s'est déroulée les 30 au 31 juillet 1976 au Stade olympique de Montréal, au Canada.  Elle est remportée par l'équipe des États-Unis (Herman Frazier, Benjamin Brown, Fred Newhouse et Maxie Parks) dans le temps de 2 min 58 s 65.

## Résultats

### Finale
| Rang               | Athlète              | Pays                                                             | Temps         |
| ------------------ | -------------------- | ---------------------------------------------------------------- | ------------- |
| Médaille d'or      | États-Unis           | Herman Frazier Benjamin Brown Fred Newhouse Maxie Parks          | 2 min 58 s 65 |
| Médaille d'argent  | Pologne              | Ryszard Podlas Jan Werner Zbigniew Jaremski Jerzy Pietrzyk       | 3 min 01 s 43 |
| Médaille de bronze | Allemagne de l'Ouest | Franz-Peter Hofmeister Lothar Krieg Harald Schmid Bernd Herrmann | 3 min 01 s 98 |
| 4                  | Canada               | Ian Seale Don Domansky Leighton Hope Brian Saunders              | 3 min 02 s 64 |
| 5                  | Jamaïque             | Leighton Priestley Donald Quarrie Colin Bradford Seymour Newman  | 3 min 02 s 84 |
| 6                  | Trinité-et-Tobago    | Mike Solomon Horace Tuitt Joseph Coombs Charles Joseph           | 3 min 03 s 46 |
| 7                  | Cuba                 | Eddy Gutiérrez Damaso Alfonso Carlos Álvarez Alberto Juantorena  | 3 min 03 s 81 |
| 8                  | Finlande             | Hannu Mäkelä Ossi Karttunen Stig Lönnqvist Markku Kukkoaho       | 3 min 06 s 51 |

## Légende
Records et Performances
- AR : Record continental (area record)
- CR : Record des championnats (championship record)
- MR : Record du meeting (meet record)
- NR : Record national (national record)
- OR : Record olympique (olympic record)
- PR : Record paralympique (paralympic record)
- PB : Record personnel (personal best)
- SB : Meilleure performance personnelle de la saison (season's best)
- WL : Meilleure performance mondiale de l'année (world leader)
- WJR : Record du monde junior (world junior record)
- WR : Record du monde (world record)

Circonstances et Conditions
- DNF : N'a pas terminé (did not finish)
- DNS : N'a pas pris le départ (did not start)
- DQ : Disqualification (disqualification)
- NM : Aucun essai valable enregistré (No Mark)
- Q : Qualifié « directement » au prochain tour (ou à la prochaine compétition), lors d'une compétition majeure, grâce au classement ou à la réalisation des minima (automatic qualifier)
- q : Qualifié au prochain tour (ou à la prochaine compétition), lors d'une compétition majeure, grâce au repêchage ou à la réalisation de l'une des meilleures performances parmi celles des « non qualifiés directement » (grâce au meilleur temps ou à la meilleure distance par exemple) (secondary qualifier)